# اچ‌اس‌بی‌سی بانک هند
اچ‌اس‌بی‌سی بانک هند (انگلیسی: HSBC Bank India) شرکت خدمات مالی و بانکداری هندی است، که در سال ۱۸۸۵ تأسیس شد.